# 이저벨 앳킨
이저벨 앳킨(영어: Isabel Atkin, 1998년 6월 21일~)은 영국의 프리스타일 스키 선수로 주 종목은 슬로프스타일과 빅에어이다. 2018년 동계 올림픽 슬로프스타일 종목에서 동메달을 획득했다.

## 개인사
여동생인 조 앳킨 또한 프리스타일 스키 선수이다.